# Fodina postmaculata
Fodina postmaculata là một loài bướm đêm trong họ Noctuidae.